# Phelsuma rosagularis
Phelsuma rosagularis este o specie de șopârle din genul Phelsuma, familia Gekkonidae, descrisă de Mertens 1963. Conform Catalogue of Life specia Phelsuma rosagularis nu are subspecii cunoscute.